# Patrimoine : Une histoire vraie
Pour les articles homonymes, voir Patrimoine.
Patrimoine : Une histoire vraie (titre original : Patrimony: A True Story) est un récit autobiographique de l'écrivain américain Philip Roth paru en 1991, traduit en français par Mirèse Akar et Maurice Rambaud et publié aux éditions Gallimard en 1992. La même année, le livre est récompensé par le National Book Critics Circle Award (catégorie Biographie / Autobiographie).

## Résumé
Ce récit autobiographique, second volet de l'autobiographie de Roth après Les Faits, raconte la maladie et la mort de son père, ses dix-huit derniers mois tels que vécus par son fils,.